# Coumba Niang Ndoye
Pour les articles homonymes, voir Ndoye.
Coumba Niang Ndoye, née le 15 janvier 1993, est une taekwondoïste sénégalaise.

## Carrière
Évoluant dans la catégorie des moins de 53 kg, Coumba Ndoye est médaillée de bronze aux Jeux africains de 2019 à Rabat.